# Maurycy Kraiński
Maurycy Kraiński, celým jménem Maurycy Eustachy Walenty Kraiński z Krainki herbu Jelita (24. září 1804 Hermanowice – 6. ledna 1885 Wyszatyce), byl rakouský politik polské národnosti z Haliče, v 2. polovině 19. století poslanec Říšské rady.

## Biografie
Působil jako hospodářský činovník a politik, byl spojencem Leona Sapiehy.
Od roku 1861 do roku 1876 zasedal na Haličském zemském sněmu. Zemský sněm ho roku 1869 zvolil i do Říšské rady (celostátní parlament, tehdy ještě volený nepřímo zemskými sněmy). 14. prosince 1869 složil slib. Dopisem z 31. března 1870 složil mandát v rámci hromadné rezignace polských poslanců Říšské rady.
Jeho synovcem byl politik Władysław Kraiński.